# Beverly Hills, 90210 (7.ª temporada)
A sétima temporada de Beverly Hills, 90210, uma série de televisão de drama americana, começou a ser transmitida em 21 de agosto de 1996 na rede de televisão Fox. A temporada terminou em 21 de maio de 1997 após 32 episódios. Esta temporada segue a turma durante o último ano da faculdade, pois lidam com questões que jovens adultos enfrentam, como situações de reféns, relacionamentos, racismo, infidelidade, HIV/AIDS, desastres naturais, alcoolismo, depressão, uso de drogas, gravidez, tentativas de suicídio. abortos espontâneos e sexo.
A sétima temporada foi ao ar nas noites de quarta-feira às 8/9c nos Estados Unidos, com uma média de 13,2 milhões de telespectadores. A temporada foi lançada em DVD como um set de sete discos sob o título de Beverly Hills, 90210: A Sétima Temporada em 7 de abril de 2009 pela Paramount.

## Visão geral
Os amigos de Beverly Hills 90210 mergulhar em seu último ano de faculdade para uma última volta. Brandon, Kelly, Donna, David, Steve, Val e Clare lutam contra desastres naturais, enfrentam demônios pessoais e descobrem que velhas chamas nunca se esgotam em todos os 32 episódios da 7ª temporada. De Donna perdendo a virgindade e a chocante gravidez de Kelly até o destrutivo mental de David doença e uma situação refém assustador na CU no campus, sobreviver ao seu último ano será o teste mais difícil que já enfrentaram.

## Elenco

### Estrelando
- Jason Priestley como Brandon Walsh
- Jennie Garth como Kelly Taylor
- Ian Ziering como Steve Sanders
- Brian Austin Green como David Prata
- Tori Spelling como Donna Martin
- Tiffani Thiessen como Valerie Malone
- Joe E. Tata como Nat Bussichio
- Kathleen Robertson como Clare Arnold

### Recorrente
- Ann Gillespie como Jackie Taylor
- Jill Novick como Tracy Gaylian
- Katherine Canhão como Felice Martin
- Michael Durrell como John Martin

### Convidados
- James Eckhouse como Jim Walsh (1 episódio)
- Jamie Walters como Ray Pruit (1 episódio)

## Episódios
| Nº | #  | Título                      | Direção             | Escritor (es)                                                       | Datas de exibição       | Código de produção |
| --- | -- | --------------------------- | ------------------- | ------------------------------------------------------------------- | ----------------------- | ------------------ |
| 177 | 1  | "Remember the Alamo"        | James Whitmore, Jr. | Larry Mollin                                                        | 21 de agosto de 1996    | 2196172            |
| Brandon e Steve enfrentam alguns problemas na viagem pelo Texas. Steve e Clare finalmente se reencontram depois de passarem o verão afastados. Donna e David chegam à conclusão que o seu trabalho de vídeo, e talvez até o seu renovado romance, estejam com problemas. Valerie arruma um contador para cuidar de suas finanças. |    |                             |                     |                                                                     |                         |                    |
| 178 | 2  | "Here We Go Again"          | Anson Williams      | Steve Wasserman                                                     | 28 de agosto de 1996    | 2196173            |
| No clube de praia, Clare descobre que houve muito mais coisas no passado de Kelly e Steve do que ela tinha conhecimento. Kenny dá uma virada na sua relação com Valerie. Donna e David terminam. Kelly começa a trabalhar como voluntária num hospital para aidéticos. Brandon é sondado por Mark para trabalhar na estação de TV da faculdade. |    |                             |                     |                                                                     |                         |                    |
| 179 | 3  | "A Mate for Life"           | Burt Brinckerhoff   | John Whelpley                                                       | 4 de setembro de 1996   | 2196174            |
| Brandon recebe a agradável tarefa de escoltar a dançarina Lily, filha de Joan, para o casamento de Nat e Joan. O bebê de Joan nasce na hora do casamento. Enquanto Brandon ganha uma amiga por um dia, Kelly ganha um amigo para a vida, Jimmy, que é paciente do hospital para aidéticos |    |                             |                     |                                                                     |                         |                    |
| 180 | 4  | "Disappearing Act"          | David Semel         | John Eisendrath                                                     | 11 de setembro de 1996  | 2196175            |
| Brandon e Mark encontram a garota perfeita para apresentar o noticiário da estação de TV da faculdade — Tracy. Um acidente com Jimmy deixa Kelly apavorada com a possibilidade de ter contraído o vírus HIV. Ela decide fazer um exame de sangue. Mel se recusa a dar apoio financeiro à David ao saber, através de Donna, que o filho largou a faculdade. |    |                             |                     |                                                                     |                         |                    |
| 181 | 5  | "Pledging My Love"          | James Darren        | Phil Savath                                                         | 18 de setembro de 1996  | 2196176            |
| O "inofensivo" trote da KEG, que foi liderado por Steve, deixa Brandon em maus lençóis. Clare briga com Steve em função do tal trote. Donna convence as suas irmãs de fraternidade a aceitarem Danny na Alpha. Kelly leva Jimmy a uma cerimônia judaica. |    |                             |                     |                                                                     |                         |                    |
| 182 | 6  | "Housewarming"              | Chip Chalmers       | Jessica Klein                                                       | 25 de setembro de 1996  | 2196177            |
| Um grande incêndio em Hollywood interrompe uma festa na casa de Mark e David. Kelly tem más recordações e Donna se machuca ao tentar salvar um filhote de veado do incêndio. O flerte de Steve na festa de Mark e David resulta no rompimento com Clare. Valerie dá um ultimato à Kenny. Donna e o veado são salvos do fogo pelo bombeiro Cliff. |    |                             |                     |                                                                     |                         |                    |
| 183 | 7  | "Fearless"                  | Harvey Frost        | Larry Mollin                                                        | 30 de outubro de 1996   | 2196178            |
| Steve declara guerra à Clare quando ela começa a namorar Dick. Cliff ajuda Donna na festa de Halloween da irmandade Alpha. David recebe más notícias à respeito de seu avô. Uma festa de Halloween marca a reabertura do Peach Pit After Dark. Kenny e Valerie brigam. NOTA: Tony Rich faz uma aparição neste episódio |    |                             |                     |                                                                     |                         |                    |
| 184 | 8  | "The Things We Do for Love" | Gilbert M. Shilton  | Laurie McCarthy                                                     | 6 de novembro de 1996   | 2196179            |
| O dinheiro que David recebe de herança traz desentendimentos entre ele e Mel. Kelly apóia Valerie após saber, através de Steve, de suas condições. Steve desafia Dick para provocar Clare. Tracy faz uma proposta indecente à Brandon. Cliff revela à Donna que terá que partir. |    |                             |                     |                                                                     |                         |                    |
| 185 | 9  | "Loser Takes All"           | Christopher Hibler  | John Eisendrath                                                     | 13 de novembro de 1996  | 2196180            |
| Alertado por Kelly, Brandon pressiona Kenny para saber sobre o seu caso com Valerie, e acaba descobrindo a parte suja da história. A prosperidade faz um rombo na carteira de David. Brandon faz com que Valerie devolva o dinheiro de Kenny. Clare percebe que essa estória de competição com Dick amadureceu Steve. David compra metade do After Dark. Clare volta com Steve. |    |                             |                     |                                                                     |                         |                    |
| 186 | 10 | "Lost in Las Vegas"         | Michael Lange       | Steve Wasserman                                                     | 20 de novembro de 1996  | 2196181            |
| Enquanto Ray Pruit toca em Las Vegas, a cidade deseja boas vindas ao maníaco-consumista David, aos seus convidados — Valerie, Steve e Clare — e ao seu dinheiro, que vai embora rapidamente. Brandon ajuda uma desconhecida de Ohio que foi assaltada. Kelly e Mark passam ótimos momentos juntos. |    |                             |                     |                                                                     |                         |                    |
| 187 | 11 | "If I Had a Hammer"         | Jason Priestley     | John Whelpley                                                       | 27 de novembro de 1996  | 2196182            |
| Brandon e Steve brigam por um trabalho de sociologia que Steve copiou de Brandon. Kelly e Mark passam mal durante a Ação de Graças. O chanceler Arnold não consegue salvar Steve de ser acusado de plágio. David se submete à observação psiquiátrica. |    |                             |                     |                                                                     |                         |                    |
| 188 | 12 | "Judgement Day"             | David Semel         | Phil Savath                                                         | 11 de dezembro de 1996  | 2196183            |
| Apesar de Steve se declarar culpado e confessar ter copiado o trabalho sem que Brandon soubesse, o professor Randall decide abrir um caso contra Brandon. Sem dinheiro, David compra apenas o After Dark. Donna enfrenta sua mãe, Felicia, por causa de David. Kelly organiza uma festa surpresa para Mark. David e Donna ficam cada vez mais próximos. |    |                             |                     |                                                                     |                         |                    |
| 189 | 13 | "Gift Wrapped"              | Kevin Inch          | Christine Elise                                                     | 18 de dezembro de 1996  | 2196184            |
| É Natal em Beverly Hills. Valerie e Kelly tiram uma à outra no amigo secreto. Kelly descobre que tem uma irmã chamada Joy. A mãe de Steve e o pai de Clare iniciam um romance. David tenta conquistar a amizade e a confiança da mãe de Donna. Clarence Fountain and The Blind Boys of Alabama tocam no Peach Pit After Dark. |    |                             |                     |                                                                     |                         |                    |
| 190 | 14 | "Jobbed"                    | Jason Priestley     | Larry Mollin                                                        | 8 de janeiro de 1997    | 2196185            |
| O passado de Valerie volta à atormentá-la com a chegada de um amigo de Buffalo. Brandon e Mark descobrem que se inscreveram na mesma prestigiada entrevista para a bolsa Drayer. Kelly termina com Mark. Donna prova ser uma verdadeira salva-vidas quando presta socorro ao seu pai em seu escritório. |    |                             |                     |                                                                     |                         |                    |
| 191 | 15 | "Phantom of C.U."           | Les Landau          | Steve Wasserman                                                     | 15 de janeiro de 1997   | 2196186            |
| Clare arruma um encontro para Kelly. Steve conhece um brincalhão durante sua detenção por ter plagiado um trabalho. A aparição de Donna na TV lhe rende um fã indesejado. David suspeita de Tom. NOTA: Donna Lewis faz uma aparição neste episódio. |    |                             |                     |                                                                     |                         |                    |
| 192 | 16 | "Unnecessary Roughness"     | Gilbert M. Shilton  | John Whelpley                                                       | 22 de janeiro de 1997   | 2196187            |
| Donna acha que sabe a identidade do maníaco que a está perseguindo. O ex-namorado de Tracy interrompe seu fim de semana à sós com Brandon. No rancho de seus pais, Steve lidera seus irmãos KEG na salvação de um investimento. David e Tom trabalham juntos para produzir uma festa antes do Super Bowl na boate. |    |                             |                     |                                                                     |                         |                    |
| 193 | 17 | "Face-Off"                  | Chip Chalmers       | Laurie McCarthy                                                     | 29 de janeiro de 1997   | 2196188            |
| Donna continua sendo perseguida pelo maníaco. Tracy diz que ama Brandon, e o relacionamento deles fica mais sério. O fim de semana caseiro de Clare e Steve os leva a falar em morar juntos. A crescente atração entre Tom e Kelly acirra a disputa no jogo de hóquei entre ele e Brandon. |    |                             |                     |                                                                     |                         |                    |
| 194 | 18 | "We Interrupt This Program" | Kevin Inch          | John Eisendrath                                                     | 5 de fevereiro de 1997  | 2196189            |
| O maníaco que vem seguindo Donna revela sua identidade na TV, com uma arma na mão. Steve e Clare tentam esfriar o estranho relacionamento entre seus pais, a atriz Samantha Sanders e o chanceler Arnold. |    |                             |                     |                                                                     |                         |                    |
| 195 | 19 | "My Funny Valentine"        | David Semel         | Jessica Klein                                                       | 12 de fevereiro de 1997 | 2196190            |
| No Dia dos Namorados, Cliff retorna e surpreende Donna. A mãe de Valerie lhe faz uma visita. Steve dá outra mancada com Clare. Valerie confessa sua fraqueza para Kelly, que acaba deixando Tom. Chloe recebe Luther Vandross no Peach Pit After Dark. Tracy tem uma grande surpresa. |    |                             |                     |                                                                     |                         |                    |
| 196 | 20 | "With This Ring"            | Jason Priestley     | Phil Savath                                                         | 19 de fevereiro de 1997 | 2196191            |
| Kelly descobre o motivo da briga entre Tracy e Brandon. Donna e Cliff voltam a namorar. Chloe diz à David a sua opinião sobre Donna e Cliff. Clare insiste com Steve para que ele aconselhe seu irmão sobre pássaros e abelhas. A mãe de Valerie descobre os fatos por trás do suicídio de seu marido. |    |                             |                     |                                                                     |                         |                    |
| 197 | 21 | "Straight Shooter"          | Chip Chalmers       | Larry Mollin                                                        | 26 de fevereiro de 1997 | 2196192            |
| Uma repórter de uma revista conta com a ajuda de Valerie para fazer uma matéria sobre as pessoas mais legais de Los Angeles. Donna fica dividida entre Cliff e David. Clare e Kelly vão atrás dos garotos em Palm Springs. Uma tragédia paira sobre o After Dark. Donna termina com Cliff. |    |                             |                     |                                                                     |                         |                    |
| 198 | 22 | "A Ripe Young Age"          | Scott Paulin        | Steve Wasserman                                                     | 5 de março de 1997      | 2196193            |
| David conhece a avó de Donna, que lhes conta sobre o amor da sua vida. Valerie conhece um atraente ator de cinema, enquanto Kelly conhece um menino que ela suspeita que fugiu de casa. Steve entra em uma pegajosa situação envolvendo um trabalho escolar. |    |                             |                     |                                                                     |                         |                    |
| 199 | 23 | "Storm Warning"             | Bethany Rooney      | John Whelpley                                                       | 19 de março de 1997     | 2196194            |
| Joey retorna à casa de Kelly. Rob pede conselhos à Valerie sobre um roteiro para um filme. Os planos de viagem para o feriado causam atrito entre Tracy e Brandon. David está conversando com o pai de Donna, quando ele começa a passar mal. Clare prega uma peça mostrando todo o seu lado masculino à Steve. |    |                             |                     |                                                                     |                         |                    |
| 200 | 24 | "Spring Breakdown"          | Charles Correll     | Roteiro por: John Eisendrath História por: Greg Plageman            | 2 de abril de 1997      | 2196195            |
| Brandon e Tracy visitam Jim em Hong Kong. Clare e Steve encorajam Kelly a sair para se divertir, ao invés de ficar trancada em seu apartamento. Kelly fica bêbada, flerta com um estranho e fica desesperada ao perder o seu anel. Donna e sua mãe não chegam a um acordo sobre o tratamento médico de seu pai. NOTA: Barenaked Ladies fazem uma aparição neste episódio. |    |                             |                     |                                                                     |                         |                    |
| 201 | 25 | "Heaven Sent"               | Anson Williams      | Roteiro por: John Whelpley História por: Phil Savath & Larry Mollin | 9 de abril de 1997      | 2196196            |
| Mariah, a escritora que Brandon conheceu no Texas, vai para Los Angeles lançar seu livro sobre anjos. A rápida afinidade entre Kelly e Mariah incomoda Tracy. Clare tem alguns problemas com o computador, que pára de funcionar enquanto ela terminava um trabalho importantíssimo e culpa Steve. David prepara um aniversário de namoro especial para Donna. Kelly e Brandon estão cada vez mais próximos. Rob deixa Valerie, que fica desamparada. |    |                             |                     |                                                                     |                         |                    |
| 202 | 26 | "The Long Goodbye"          | Les Sheldon         | Ken Stringer                                                        | 16 de abril de 1997     | 2196197            |
| Chegou o dia do show de talentos da KEG e da Alpha. Após Brandon terminar com Tracy, Valerie faz de tudo para atrapalhar uma possível aproximação entre ele e Kelly. Donna vê sua mãe conversando com um antigo amante, o que a perturba. Clare quase dá um vexame no show de talentos, mas no final emociona à todos. Brandon acha que Kelly não esqueceu Dylan, mas ela diz a ele que o escolheu e o ama. |    |                             |                     |                                                                     |                         |                    |
| 203 | 27 | "I Only Have Eyes for You"  | Christopher Hibler  | Laurie McCarthy                                                     | 23 de abril de 1997     | 2196198            |
| Valerie e Kelly dividem o mesmo jornal, mas não gostam nada disso. Steve, Brandon e David vão à uma exposição de carros, onde um empresário os deixa dirigir um carro movido a eletricidade, o que vai dar uma grande confusão. Brandon faz de tudo para realizar um sonho de infância de Kelly. Valerie lê o diário de Kelly e conta à Donna e Clare o que Kelly escreveu sobre elas. Ninguém vai ao jantar de Kelly. |    |                             |                     |                                                                     |                         |                    |
| 204 | 28 | "All That Jazz"             | Kevin Inch          | Roteiro por: Phil Savath História por: Larry Mollin & Phil Savath   | 30 de abril de 1997     | 2196199            |
| David leva Donna à uma viagem de negócios de uma noite em Nova Orleans, o que faz com que ela acabe perdendo a apresentação de um trabalho super importante. Brandon vira a enfermeira das doentes Valerie e Kelly, que se lembram como ficaram inimigas. A relação do pai de Clare com a mãe de Steve fica super estranha, o que resulta numa briga entre Steve e Clare. |    |                             |                     |                                                                     |                         |                    |
| 205 | 29 | "Mother's Day"              | Chip Chalmers       | Jessica Klein                                                       | 7 de maio de 1997       | 2196200            |
| O Dia das Mães é um dia especialmente triste para Clare, que sente a falta da sua mãe. Também é triste para Kelly, que teme estar grávida. Enquanto isso, Valerie faz de tudo para convencer David à comprar a sua parte no After Dark, e até dá em cima dele para conseguir o que quer. Tudo isso com o único propósito de ter capital para investir com Bill Taylor, a fim de irritar Kelly. NOTA: Monica faz uma aparição neste episódio. |    |                             |                     |                                                                     |                         |                    |
| 206 | 30 | "Senior Week"               | Jefferson Kibbee    | John Eisendrath                                                     | 14 de maio de 1997      | 2196201            |
| O pai de Steve diz que não vai continuar lhe ajudando, e que de agora em diante ele terá que se virar sozinho, o que o deixa frustrado. Kelly descobre que não está grávida e fica feliz, mas tudo muda ao descobrir que ela sofreu um aborto natural. Donna fica nervosa e não consegue fazer a prova final. Kelly encontra seu pai com Valerie, que recebe devastadoras notícias sobre Derek Driscoll. Steve fica frustrado quando o chanceler pede à Clare que se mude para Paris com ele. |    |                             |                     |                                                                     |                         |                    |
| 207 | 31 | "Graduation Day: Part 1"    | Jason Priestley     | Larry Mollin & Phil Savath                                          | 21 de maio de 1997      | 2196202A           |
| Kelly ainda está chateada com seu pai, mas está feliz por ter conseguido convencer Brandon a mandar Valerie embora da casa dos Walsh. Steve, Munce e David organizam o maior trote que a Universidade da Califórnia já teve. Joy e seu pai organizam uma grande festa para os formandos. Clare ajuda Donna a comprar lingerie, mas não acredita que a amiga vá até o final com David. Valerie vai embora e deixa uma carta para Brandon. |    |                             |                     |                                                                     |                         |                    |
| 208 | 32 | "Graduation Day: Part 2"    | Jason Priestley     | Larry Mollin & Phil Savath                                          | 21 de maio de 1997      | 2196202B           |
| David diz a Brandon que sabe onde Valerie deve estar. Brandon vai atrás dela e a convence a não se suicidar. Brandon e Valerie vão juntos para a formatura. Na hora da colação de grau, Steve ativa os explosivos e uma chuva de confetes coloridos cai sobre os formandos, surpreendendo à todos. Clare diz à Steve que vai morar em Paris com o pai, o que o deixa arrasado. David diz a Valerie que, apesar de tudo, ela é muito importante para ele, e ela fica feliz. Steve e Valerie fazem amor durante a festa, mas não deixam ninguém ficar sabendo. Kelly faz as pazes com o pai um pouco antes dele ser preso. David e Donna têm, finalmente, a sua primeira noite de amor. NOTA: Esta é a aparição final de Kathleen Robertson, como Clare Arnold. The Cardigans fazem uma aparição neste episódio. |    |                             |                     |                                                                     |                         |                    |

Fonte: 